# Antonio Codas Insfran
Antonio Codas (Villarrica, 25 de noviembre de 1855-26 de octubre de 1941, Asunción) fue un político paraguayo, 5° Intendente de la Ciudad de Asunción.

## Biografía
Antonio Dolores Codas Insfran nació en la Ciudad de Villarrica el 25 de noviembre de 1855 hijo del Juez de Paz Cosme Damian Codas Carisimo y de la Señora Ramona Insfran Speratti, residenta por Villarrica durante la guerra grande.
Contrajo matrimonio con Lidia Louisa Thompson Haedo hija del Coronel George Thompson, siendo testigo de su boda el expresidente de la Republica Patricio Escobar; fue hermano del primer intendente de Villarrica Don Cosme Codas, hermano de Federico Codas y de Daniel Codas; y sobrino de Juliana Insfran Speratti
Desde joven tuvo una activa participación por la resurrección nacional. En 1885, participó en la fundación del grupo político Club del Pueblo, con Bejamin Aceval,Cecilio Baez, Antonio Taboada, Juan B. Egusquiza, entre otros.
Fue inspector de obras públicas, miembro del colegio Nacional, director del Banco Agrícola del Paraguay (1888), Ministro de Hacienda, miembro del Tribunal Superior de Justicia y  de la Sociedad Ganadera del Paraguay.
El 18 de junio de 1898 asumio la intendencia de Asunción en reemplazo del Coronel Manuel Antonio Manuel, a fines de noviembre de 1898, como consecuencia del cambio de gobierno renuncia al cargo de intendencia. Fue testigo de bodas de la Profesora Celsa Speratti en Argentina. 
Falleció el 26 de octubre de 1941 en la ciudad de Asunción